# 江家集镇
江家集镇，是中华人民共和国河南省信阳市潢川县下辖的一个乡镇级行政单位。

## 行政区划
江家集镇下辖以下地区：
刘岗村、姚楼村、何集村、杜甫店村、石山村、秦岗村、新街村村、黄楼村、胡寨村、新岗村、江集村、祝岗村、叶桥村和杜营村。